# Élections américaines de la Chambre des représentants de 2024
Les élections américaines de la Chambre des représentants ont lieu le 5 novembre 2024 afin de renouveler l'ensemble des 435 membres de la Chambre des représentants, la chambre basse du Congrès des États-Unis.
Ce même jour, l'Election Day, différentes élections fédérales, étatiques et locales se tiennent également dont les élections sénatoriales et l'élection présidentielle au niveau fédéral.
Les résultats sont à nouveau particulièrement serrés, laissant incertaine l'issue des élections au lendemain du vote.

## Contexte
Les élections de mi-mandat du président démocrate Joe Biden, organisées en novembre 2022, ont vu la victoire du Parti républicain mené par Kevin McCarthy et l'ancien président Donald Trump. Les républicains gagnent 9 sièges et reprennent ainsi de justesse le contrôle de la Chambre des représentants après deux années passées sous contrôle des démocrates, menés par Nancy Pelosi.
Nancy Pelosi et Kevin McCarthy sont par la suite remplacés respectivement par Hakeem Jeffries et Mike Johnson, ce dernier occupant depuis fin octobre 2023 le poste de président de la Chambre des représentants.
Le mandat de la chambre est marqué par l'obstructionnisme des républicains, qui s'opposent notamment à la poursuite de l'aide financière et en matériel militaire apportée à l'Ukraine depuis son invasion par la Russie en février 2022.
Les élections de 2024 interviennent en même temps que les sénatoriales et, surtout, que l'élection présidentielle, qui voit s'opposer Kamala Harris et Donald Trump, lors d'un scrutin remporté par l'ancien président.

## Système électoral de la Chambre des représentants

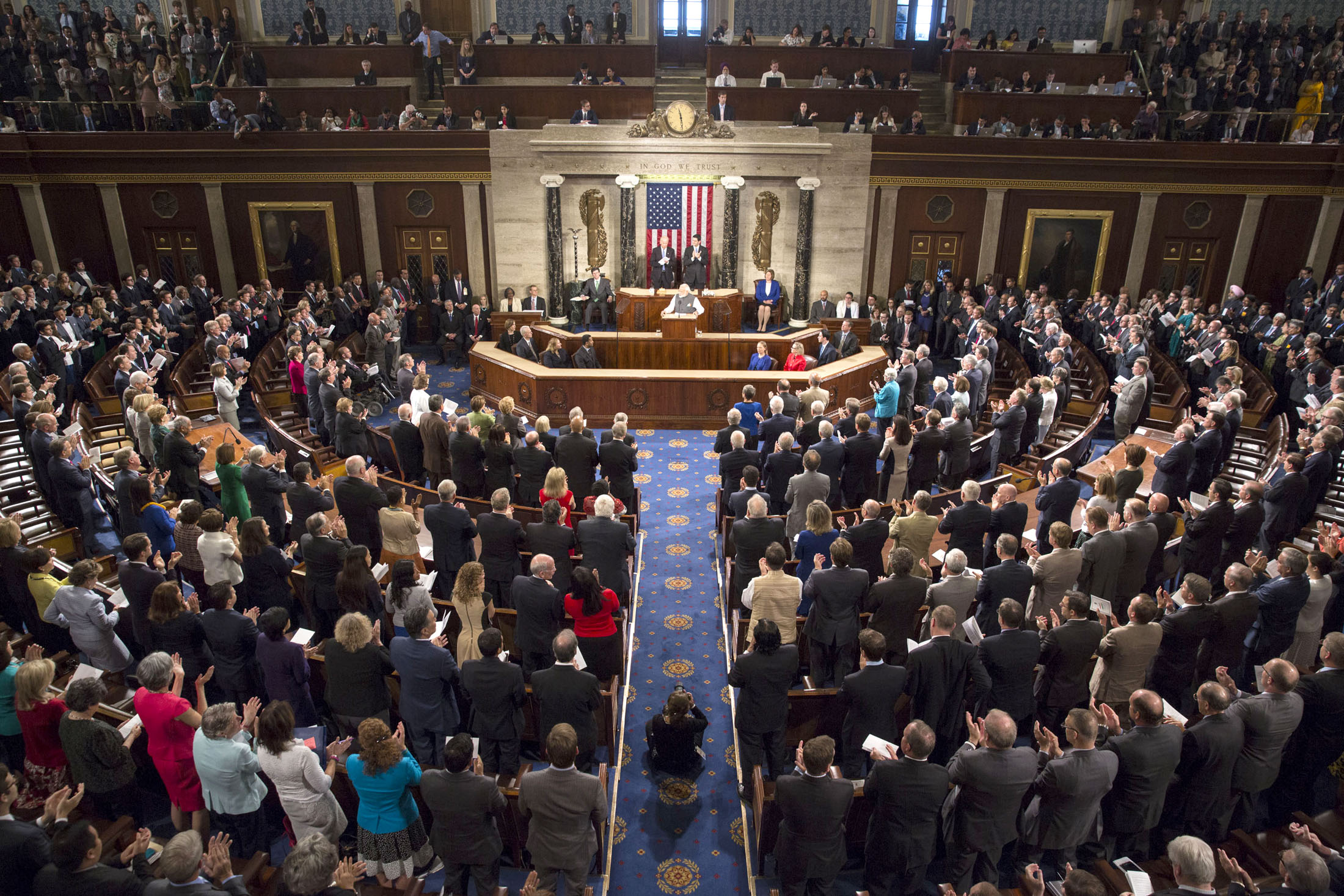
Intérieur de la Chambre des représentants à Washington.

La Chambre des représentants des États-Unis est la chambre basse de son parlement bicaméral. Elle est composée de 435 sièges pourvus pour deux ans dont 412 au scrutin uninominal majoritaire à un tour, 20 au scrutin uninominal majoritaire à deux tours et trois au vote à second tour instantané dans autant de circonscriptions.
À ces 435 représentants s'ajoutent six délégués : un pour chacun des six territoires non incorporés. Ces derniers ne disposant pas du droit de vote, ils ne sont traditionnellement pas inclus dans le total. Tous sont élus pour deux ans au scrutin majoritaire à un tour, à l'exception de celui de Guam — élu en deux tours — et de celui de Porto Rico, seul membre de la Chambre élu pour quatre ans.
Les candidats à la Chambre des représentants doivent être âgés d'au moins vingt cinq ans, avoir la citoyenneté américaine depuis au moins sept ans et résider dans l'État dans lequel ils se présentent.

## Résultats

### Nationaux
|                          |                          |            |       |      |        |               |  |  |  |
| Parti                    | Parti                    | Voix       | %     | +/-  | Sièges | +/-           |  |  |  |
|                          | Parti républicain        | 74 826 851 | 50,55 | 0,54 | 220    | 2             |  |  |  |
|                          | Parti démocrate          | 70 836 229 | 47,85 | 0,56 | 215    | 2             |  |  |  |
|                          | Parti libertarien        |            |       |      | 0      | en stagnation |  |  |  |
|                          | Parti vert               |            |       |      | 0      | en stagnation |  |  |  |
|                          | Parti de la Constitution |            |       |      | 0      | en stagnation |  |  |  |
|                          | Autres partis            |            |       | –    | 0      | en stagnation |  |  |  |
|                          | Indépendants             |            |       |      | 0      | en stagnation |  |  |  |
|                          | Candidat par écrit       |            |       |      | 0      | en stagnation |  |  |  |
|                          |                          |            |       |      |        |               |  |  |  |
| Votes valides            |                          |            |       |      |        |               |  |  |  |
| Votes blancs et nuls     |                          |            |       |      |        |               |  |  |  |
| Total                    | Total                    |            | 100   | –    | 435    | en stagnation |  |  |  |
| Abstentions              |                          |            |       |      |        |               |  |  |  |
| Inscrits / participation |                          |            |       |      |        |               |  |  |  |

### Par district
Les sortants ne se représentant pas sont en italique. Les représentants nouvellement élus sont en gras.
| État                 | District cong.  | Représentant sortant         | Parti | Parti       | Représentant élu           | Parti | Parti       |
| -------------------- | --------------- | ---------------------------- | ----- | ----------- | -------------------------- | ----- | ----------- |
| Alabama              | 1er district    | Jerry Carl                   |       | Républicain | Barry Moore                |       | Républicain |
| Alabama              | 2e district     | Barry Moore                  |       | Républicain | Shomari Figures            |       | Démocrate   |
| Alabama              | 3e district     | Mike Rogers                  |       | Républicain | Mike Rogers                |       | Républicain |
| Alabama              | 4e district     | Robert Aderholt              |       | Républicain | Robert Aderholt            |       | Républicain |
| Alabama              | 5e district     | Dale Strong                  |       | Républicain | Dale Strong                |       | Républicain |
| Alabama              | 6e district     | Gary Palmer                  |       | Républicain | Gary Palmer                |       | Républicain |
| Alabama              | 7e district     | Terri Sewell                 |       | Démocrate   | Terri Sewell               |       | Démocrate   |
| Alaska               | District unique | Mary Peltola                 |       | Démocrate   | Nick Begich                |       | Républicain |
| Arizona              | 1er district    | David Schweikert             |       | Républicain | David Schweikert           |       | Républicain |
| Arizona              | 2e district     | Eli Crane                    |       | Républicain | Eli Crane                  |       | Républicain |
| Arizona              | 3e district     | Ruben Gallego                |       | Démocrate   | Yassamin Ansari            |       | Démocrate   |
| Arizona              | 4e district     | Greg Stanton                 |       | Démocrate   | Greg Stanton               |       | Démocrate   |
| Arizona              | 5e district     | Andy Biggs                   |       | Républicain | Andy Biggs                 |       | Républicain |
| Arizona              | 6e district     | Juan Ciscomani               |       | Républicain | Juan Ciscomani             |       | Républicain |
| Arizona              | 7e district     | Raúl Grijalva                |       | Démocrate   | Raúl Grijalva              |       | Démocrate   |
| Arizona              | 8e district     | Debbie Lesko                 |       | Républicain | Abraham Hamadeh            |       | Républicain |
| Arizona              | 9e district     | Paul Gosar                   |       | Républicain | Paul Gosar                 |       | Républicain |
| Arkansas             | 1er district    | Rick Crawford                |       | Républicain | Rick Crawford              |       | Républicain |
| Arkansas             | 2e district     | French Hill                  |       | Républicain | French Hill                |       | Républicain |
| Arkansas             | 3e district     | Steve Womack                 |       | Républicain | Steve Womack               |       | Républicain |
| Arkansas             | 4e district     | Bruce Westerman              |       | Républicain | Bruce Westerman            |       | Républicain |
| Californie           | 1er district    | Doug LaMalfa                 |       | Républicain | Doug LaMalfa               |       | Républicain |
| Californie           | 2e district     | Jared Huffman                |       | Démocrate   | Jared Huffman              |       | Démocrate   |
| Californie           | 3e district     | Kevin Kiley                  |       | Républicain | Kevin Kiley                |       | Républicain |
| Californie           | 4e district     | Mike Thompson                |       | Démocrate   | Mike Thompson              |       | Démocrate   |
| Californie           | 5e district     | Tom McClintock               |       | Républicain | Tom McClintock             |       | Républicain |
| Californie           | 6e district     | Ami Bera                     |       | Démocrate   | Ami Bera                   |       | Démocrate   |
| Californie           | 7e district     | Doris Matsui                 |       | Démocrate   | Doris Matsui               |       | Démocrate   |
| Californie           | 8e district     | John Garamendi               |       | Démocrate   | John Garamendi             |       | Démocrate   |
| Californie           | 9e district     | Josh Harder                  |       | Démocrate   | Josh Harder                |       | Démocrate   |
| Californie           | 10e district    | Mark DeSaulnier              |       | Démocrate   | Mark DeSaulnier            |       | Démocrate   |
| Californie           | 11e district    | Nancy Pelosi                 |       | Démocrate   | Nancy Pelosi               |       | Démocrate   |
| Californie           | 12e district    | Barbara Lee                  |       | Démocrate   | Lateefah Simon             |       | Démocrate   |
| Californie           | 13e district    | John Duarte                  |       | Républicain | Adam Gray                  |       | Démocrate   |
| Californie           | 14e district    | Eric Swalwell                |       | Démocrate   | Eric Swalwell              |       | Démocrate   |
| Californie           | 15e district    | Kevin Mullin                 |       | Démocrate   | Kevin Mullin               |       | Démocrate   |
| Californie           | 16e district    | Anna Eshoo                   |       | Démocrate   | Sam Liccardo               |       | Démocrate   |
| Californie           | 17e district    | Ro Khanna                    |       | Démocrate   | Ro Khanna                  |       | Démocrate   |
| Californie           | 18e district    | Zoe Lofgren                  |       | Démocrate   | Zoe Lofgren                |       | Démocrate   |
| Californie           | 19e district    | Jimmy Panetta                |       | Démocrate   | Jimmy Panetta              |       | Démocrate   |
| Californie           | 20e district    | Vince Fong                   |       | Républicain | Vince Fong                 |       | Républicain |
| Californie           | 21e district    | Jim Costa                    |       | Démocrate   | Jim Costa                  |       | Démocrate   |
| Californie           | 22e district    | David Valadao                |       | Républicain | David Valadao              |       | Républicain |
| Californie           | 23e district    | Jay Obernolte                |       | Républicain | Jay Obernolte              |       | Républicain |
| Californie           | 24e district    | Salud Carbajal               |       | Démocrate   | Salud Carbajal             |       | Démocrate   |
| Californie           | 25e district    | Raul Ruiz                    |       | Démocrate   | Raul Ruiz                  |       | Démocrate   |
| Californie           | 26e district    | Julia Brownley               |       | Démocrate   | Julia Brownley             |       | Démocrate   |
| Californie           | 27e district    | Mike Garcia                  |       | Républicain | George Whitesides          |       | Démocrate   |
| Californie           | 28e district    | Judy Chu                     |       | Démocrate   | Judy Chu                   |       | Démocrate   |
| Californie           | 29e district    | Tony Cárdenas                |       | Démocrate   | Luz Rivas                  |       | Démocrate   |
| Californie           | 30e district    | Adam Schiff                  |       | Démocrate   | Laura Friedman             |       | Démocrate   |
| Californie           | 31e district    | Grace Napolitano             |       | Démocrate   | Gil Cisneros               |       | Démocrate   |
| Californie           | 32e district    | Brad Sherman                 |       | Démocrate   | Brad Sherman               |       | Démocrate   |
| Californie           | 33e district    | Pete Aguilar                 |       | Démocrate   | Pete Aguilar               |       | Démocrate   |
| Californie           | 34e district    | Jimmy Gomez                  |       | Démocrate   | Jimmy Gomez                |       | Démocrate   |
| Californie           | 35e district    | Norma Torres                 |       | Démocrate   | Norma Torres               |       | Démocrate   |
| Californie           | 36e district    | Ted Lieu                     |       | Démocrate   | Ted Lieu                   |       | Démocrate   |
| Californie           | 37e district    | Sydney Kamlager-Dove         |       | Démocrate   | Sydney Kamlager-Dove       |       | Démocrate   |
| Californie           | 38e district    | Linda Sánchez                |       | Démocrate   | Linda Sánchez              |       | Démocrate   |
| Californie           | 39e district    | Mark Takano                  |       | Démocrate   | Mark Takano                |       | Démocrate   |
| Californie           | 40e district    | Young Kim                    |       | Républicain | Young Kim                  |       | Républicain |
| Californie           | 41e district    | Ken Calvert                  |       | Républicain | Ken Calvert                |       | Républicain |
| Californie           | 42e district    | Robert Garcia                |       | Démocrate   | Robert Garcia              |       | Démocrate   |
| Californie           | 43e district    | Maxine Waters                |       | Démocrate   | Maxine Waters              |       | Démocrate   |
| Californie           | 44e district    | Nanette Barragán             |       | Démocrate   | Nanette Barragán           |       | Démocrate   |
| Californie           | 45e district    | Michelle Steel               |       | Républicain | Derek Tran                 |       | Démocrate   |
| Californie           | 46e district    | Lou Correa                   |       | Démocrate   | Lou Correa                 |       | Démocrate   |
| Californie           | 47e district    | Katie Porter                 |       | Démocrate   | Dave Min                   |       | Démocrate   |
| Californie           | 48e district    | Darrell Issa                 |       | Républicain | Darrell Issa               |       | Républicain |
| Californie           | 49e district    | Mike Levin                   |       | Démocrate   | Mike Levin                 |       | Démocrate   |
| Californie           | 50e district    | Scott Peters                 |       | Démocrate   | Scott Peters               |       | Démocrate   |
| Californie           | 51e district    | Sara Jacobs                  |       | Démocrate   | Sara Jacobs                |       | Démocrate   |
| Californie           | 52e district    | Juan Vargas                  |       | Démocrate   | Juan Vargas                |       | Démocrate   |
| Caroline du Nord     | 1er district    | Donald G. Davis              |       | Démocrate   | Donald G. Davis            |       | Démocrate   |
| Caroline du Nord     | 2e district     | Deborah K. Ross              |       | Démocrate   | Deborah K. Ross            |       | Démocrate   |
| Caroline du Nord     | 3e district     | Greg Murphy                  |       | Républicain | Greg Murphy                |       | Républicain |
| Caroline du Nord     | 4e district     | Valerie Foushee              |       | Démocrate   | Valerie Foushee            |       | Démocrate   |
| Caroline du Nord     | 5e district     | Virginia Foxx                |       | Républicain | Virginia Foxx              |       | Républicain |
| Caroline du Nord     | 6e district     | Kathy Manning                |       | Démocrate   | Addison McDowell           |       | Républicain |
| Caroline du Nord     | 7e district     | David Rouzer                 |       | Républicain | David Rouzer               |       | Républicain |
| Caroline du Nord     | 8e district     | Dan Bishop                   |       | Républicain | Mark Harris                |       | Républicain |
| Caroline du Nord     | 9e district     | Richard Hudson               |       | Républicain | Richard Hudson             |       | Républicain |
| Caroline du Nord     | 10e district    | Patrick McHenry              |       | Républicain | Pat Harrigan               |       | Républicain |
| Caroline du Nord     | 11e district    | Chuck Edwards                |       | Républicain | Chuck Edwards              |       | Républicain |
| Caroline du Nord     | 12e district    | Alma Adams                   |       | Démocrate   | Alma Adams                 |       | Démocrate   |
| Caroline du Nord     | 13e district    | Wiley Nickel                 |       | Démocrate   | Brad Knott                 |       | Républicain |
| Caroline du Nord     | 14e district    | Jeff Jackson                 |       | Démocrate   | Tim Moore                  |       | Républicain |
| Caroline du Sud      | 1er district    | Nancy Mace                   |       | Républicain | Nancy Mace                 |       | Républicain |
| Caroline du Sud      | 2e district     | Joe Wilson                   |       | Républicain | Joe Wilson                 |       | Républicain |
| Caroline du Sud      | 3e district     | Jeff Duncan                  |       | Républicain | Sheri Biggs                |       | Républicain |
| Caroline du Sud      | 4e district     | William Timmons              |       | Républicain | William Timmons            |       | Républicain |
| Caroline du Sud      | 5e district     | Ralph Norman                 |       | Républicain | Ralph Norman               |       | Républicain |
| Caroline du Sud      | 6e district     | Jim Clyburn                  |       | Démocrate   | Jim Clyburn                |       | Démocrate   |
| Caroline du Sud      | 7e district     | Russell Fry                  |       | Républicain | Russell Fry                |       | Républicain |
| Colorado             | 1er district    | Diana DeGette                |       | Démocrate   | Diana DeGette              |       | Démocrate   |
| Colorado             | 2e district     | Joe Neguse                   |       | Démocrate   | Joe Neguse                 |       | Démocrate   |
| Colorado             | 3e district     | Lauren Boebert               |       | Républicain | Jeff Hurd                  |       | Républicain |
| Colorado             | 4e district     | Greg Lopez                   |       | Républicain | Lauren Boebert             |       | Républicain |
| Colorado             | 5e district     | Doug Lamborn                 |       | Républicain | Jeff Crank                 |       | Républicain |
| Colorado             | 6e district     | Jason Crow                   |       | Démocrate   | Jason Crow                 |       | Démocrate   |
| Colorado             | 7e district     | Brittany Pettersen           |       | Démocrate   | Brittany Pettersen         |       | Démocrate   |
| Colorado             | 8e district     | Yadira Caraveo               |       | Démocrate   | Gabe Evans                 |       | Républicain |
| Connecticut          | 1er district    | John Larson                  |       | Démocrate   | John Larson                |       | Démocrate   |
| Connecticut          | 2e district     | Joe Courtney                 |       | Démocrate   | Joe Courtney               |       | Démocrate   |
| Connecticut          | 3e district     | Rosa DeLauro                 |       | Démocrate   | Rosa DeLauro               |       | Démocrate   |
| Connecticut          | 4e district     | Jim Himes                    |       | Démocrate   | Jim Himes                  |       | Démocrate   |
| Connecticut          | 5e district     | Jahana Hayes                 |       | Démocrate   | Jahana Hayes               |       | Démocrate   |
| Dakota du Nord       | District unique | Kelly Armstrong              |       | Républicain | Julie Fedorchak            |       | Républicain |
| Dakota du Sud        | District unique | Dusty Johnson                |       | Républicain | Dusty Johnson              |       | Républicain |
| Delaware             | District unique | Lisa Blunt Rochester         |       | Démocrate   | Sarah McBride              |       | Démocrate   |
| Floride              | 1er district    | Matt Gaetz                   |       | Républicain | Matt Gaetz                 |       | Républicain |
| Floride              | 2e district     | Neal Dunn                    |       | Républicain | Neal Dunn                  |       | Républicain |
| Floride              | 3e district     | Kat Cammack                  |       | Républicain | Kat Cammack                |       | Républicain |
| Floride              | 4e district     | Aaron Bean                   |       | Républicain | Aaron Bean                 |       | Républicain |
| Floride              | 5e district     | John Rutherford              |       | Républicain | John Rutherford            |       | Républicain |
| Floride              | 6e district     | Michael Waltz                |       | Républicain | Michael Waltz              |       | Républicain |
| Floride              | 7e district     | Cory Mills                   |       | Républicain | Cory Mills                 |       | Républicain |
| Floride              | 8e district     | Bill Posey                   |       | Républicain | Mike Haridopolos           |       | Républicain |
| Floride              | 9e district     | Darren Soto                  |       | Démocrate   | Darren Soto                |       | Démocrate   |
| Floride              | 10e district    | Maxwell Frost                |       | Démocrate   | Maxwell Frost              |       | Démocrate   |
| Floride              | 11e district    | Dan Webster                  |       | Républicain | Dan Webster                |       | Républicain |
| Floride              | 12e district    | Gus Bilirakis                |       | Républicain | Gus Bilirakis              |       | Républicain |
| Floride              | 13e district    | Anna Paulina Luna            |       | Républicain | Anna Paulina Luna          |       | Républicain |
| Floride              | 14e district    | Kathy Castor                 |       | Démocrate   | Kathy Castor               |       | Démocrate   |
| Floride              | 15e district    | Laurel Lee                   |       | Républicain | Laurel Lee                 |       | Républicain |
| Floride              | 16e district    | Vern Buchanan                |       | Républicain | Vern Buchanan              |       | Républicain |
| Floride              | 17e district    | Greg Steube                  |       | Républicain | Greg Steube                |       | Républicain |
| Floride              | 18e district    | Scott Franklin               |       | Républicain | Scott Franklin             |       | Républicain |
| Floride              | 19e district    | Byron Donalds                |       | Républicain | Byron Donalds              |       | Républicain |
| Floride              | 20e district    | Sheila Cherfilus-McCormick   |       | Démocrate   | Sheila Cherfilus-McCormick |       | Démocrate   |
| Floride              | 21e district    | Brian Mast                   |       | Républicain | Brian Mast                 |       | Républicain |
| Floride              | 22e district    | Lois Frankel                 |       | Démocrate   | Lois Frankel               |       | Démocrate   |
| Floride              | 23e district    | Jared Moskowitz              |       | Démocrate   | Jared Moskowitz            |       | Démocrate   |
| Floride              | 24e district    | Frederica Wilson             |       | Démocrate   | Frederica Wilson           |       | Démocrate   |
| Floride              | 25e district    | Debbie Wasserman Schultz     |       | Démocrate   | Debbie Wasserman Schultz   |       | Démocrate   |
| Floride              | 26e district    | Mario Díaz-Balart            |       | Républicain | Mario Díaz-Balart          |       | Républicain |
| Floride              | 27e district    | Maria Elvira Salazar         |       | Républicain | Maria Elvira Salazar       |       | Républicain |
| Floride              | 28e district    | Carlos Giménez               |       | Républicain | Carlos Giménez             |       | Républicain |
| Géorgie              | 1er district    | Buddy Carter                 |       | Républicain | Buddy Carter               |       | Républicain |
| Géorgie              | 2e district     | Sanford Bishop               |       | Démocrate   | Sanford Bishop             |       | Démocrate   |
| Géorgie              | 3e district     | Drew Ferguson                |       | Républicain | Brian Jack                 |       | Républicain |
| Géorgie              | 4e district     | Hank Johnson                 |       | Démocrate   | Hank Johnson               |       | Démocrate   |
| Géorgie              | 5e district     | Nikema Williams              |       | Démocrate   | Nikema Williams            |       | Démocrate   |
| Géorgie              | 6e district     | Rich McCormick               |       | Républicain | Lucy McBath                |       | Démocrate   |
| Géorgie              | 7e district     | Lucy McBath                  |       | Démocrate   | Rich McCormick             |       | Républicain |
| Géorgie              | 8e district     | Austin Scott                 |       | Républicain | Austin Scott               |       | Républicain |
| Géorgie              | 9e district     | Andrew Clyde                 |       | Républicain | Andrew Clyde               |       | Républicain |
| Géorgie              | 10e district    | Mike Collins                 |       | Républicain | Mike Collins               |       | Républicain |
| Géorgie              | 11e district    | Barry Loudermilk             |       | Républicain | Barry Loudermilk           |       | Républicain |
| Géorgie              | 12e district    | Rick Allen                   |       | Républicain | Rick Allen                 |       | Républicain |
| Géorgie              | 13e district    | David Scott                  |       | Démocrate   | David Scott                |       | Démocrate   |
| Géorgie              | 14e district    | Marjorie Taylor Greene       |       | Républicain | Marjorie Taylor Greene     |       | Républicain |
| Hawaï                | 1er district    | Ed Case                      |       | Démocrate   | Ed Case                    |       | Démocrate   |
| Hawaï                | 2e district     | Jill Tokuda                  |       | Démocrate   | Jill Tokuda                |       | Démocrate   |
| Idaho                | 1er district    | Russ Fulcher                 |       | Républicain | Russ Fulcher               |       | Républicain |
| Idaho                | 2e district     | Mike Simpson                 |       | Républicain | Mike Simpson               |       | Républicain |
| Illinois             | 1er district    | Jonathan Jackson             |       | Démocrate   | Jonathan Jackson           |       | Démocrate   |
| Illinois             | 2e district     | Robin Kelly                  |       | Démocrate   | Robin Kelly                |       | Démocrate   |
| Illinois             | 3e district     | Delia Ramirez                |       | Démocrate   | Delia Ramirez              |       | Démocrate   |
| Illinois             | 4e district     | Chuy García                  |       | Démocrate   | Chuy García                |       | Démocrate   |
| Illinois             | 5e district     | Michael Quigley              |       | Démocrate   | Michael Quigley            |       | Démocrate   |
| Illinois             | 6e district     | Sean Casten                  |       | Démocrate   | Sean Casten                |       | Démocrate   |
| Illinois             | 7e district     | Danny Davis                  |       | Démocrate   | Danny Davis                |       | Démocrate   |
| Illinois             | 8e district     | Raja Krishnamoorthi          |       | Démocrate   | Raja Krishnamoorthi        |       | Démocrate   |
| Illinois             | 9e district     | Jan Schakowsky               |       | Démocrate   | Jan Schakowsky             |       | Démocrate   |
| Illinois             | 10e district    | Brad Schneider               |       | Démocrate   | Brad Schneider             |       | Démocrate   |
| Illinois             | 11e district    | Bill Foster                  |       | Démocrate   | Bill Foster                |       | Démocrate   |
| Illinois             | 12e district    | Mike Bost                    |       | Républicain | Mike Bost                  |       | Républicain |
| Illinois             | 13e district    | Nikki Budzinski              |       | Démocrate   | Nikki Budzinski            |       | Démocrate   |
| Illinois             | 14e district    | Lauren Underwood             |       | Démocrate   | Lauren Underwood           |       | Démocrate   |
| Illinois             | 15e district    | Mary Miller                  |       | Républicain | Mary Miller                |       | Républicain |
| Illinois             | 16e district    | Darin LaHood                 |       | Républicain | Darin LaHood               |       | Républicain |
| Illinois             | 17e district    | Eric Sorensen                |       | Démocrate   | Eric Sorensen              |       | Démocrate   |
| Indiana              | 1er district    | Frank Mrvan                  |       | Démocrate   | Frank Mrvan                |       | Démocrate   |
| Indiana              | 2e district     | Rudy Yakym                   |       | Républicain | Rudy Yakym                 |       | Républicain |
| Indiana              | 3e district     | Jim Banks                    |       | Républicain | Marlin Stutzman            |       | Républicain |
| Indiana              | 4e district     | Jim Baird                    |       | Républicain | Jim Baird                  |       | Républicain |
| Indiana              | 5e district     | Victoria Spartz              |       | Républicain | Victoria Spartz            |       | Républicain |
| Indiana              | 6e district     | Greg Pence                   |       | Républicain | Jefferson Shreve           |       | Républicain |
| Indiana              | 7e district     | André Carson                 |       | Démocrate   | André Carson               |       | Démocrate   |
| Indiana              | 8e district     | Larry Bucshon                |       | Républicain | Mark Messmer               |       | Républicain |
| Indiana              | 9e district     | Erin Houchin                 |       | Républicain | Erin Houchin               |       | Républicain |
| Iowa                 | 1er district    | Mariannette Miller-Meeks     |       | Républicain | Mariannette Miller-Meeks   |       | Républicain |
| Iowa                 | 2e district     | Ashley Hinson                |       | Républicain | Ashley Hinson              |       | Républicain |
| Iowa                 | 3e district     | Zach Nunn                    |       | Républicain | Zach Nunn                  |       | Républicain |
| Iowa                 | 4e district     | Randy Feenstra               |       | Républicain | Randy Feenstra             |       | Républicain |
| Kansas               | 1er district    | Tracey Mann                  |       | Républicain | Tracey Mann                |       | Républicain |
| Kansas               | 2e district     | Jake LaTurner                |       | Républicain | Derek Schmidt              |       | Républicain |
| Kansas               | 3e district     | Sharice Davids               |       | Démocrate   | Sharice Davids             |       | Démocrate   |
| Kansas               | 4e district     | Ron Estes                    |       | Républicain | Ron Estes                  |       | Républicain |
| Kentucky             | 1er district    | James Comer                  |       | Républicain | James Comer                |       | Républicain |
| Kentucky             | 2e district     | Brett Guthrie                |       | Républicain | Brett Guthrie              |       | Républicain |
| Kentucky             | 3e district     | Morgan McGarvey              |       | Démocrate   | Morgan McGarvey            |       | Démocrate   |
| Kentucky             | 4e district     | Thomas Massie                |       | Républicain | Thomas Massie              |       | Républicain |
| Kentucky             | 5e district     | Hal Rogers                   |       | Républicain | Hal Rogers                 |       | Républicain |
| Kentucky             | 6e district     | Andy Barr                    |       | Républicain | Andy Barr                  |       | Républicain |
| Louisiane            | 1er district    | Steve Scalise                |       | Républicain | Steve Scalise              |       | Républicain |
| Louisiane            | 2e district     | Troy Carter                  |       | Démocrate   | Troy Carter                |       | Démocrate   |
| Louisiane            | 3e district     | Clay Higgins                 |       | Républicain | Clay Higgins               |       | Républicain |
| Louisiane            | 4e district     | Mike Johnson                 |       | Républicain | Mike Johnson               |       | Républicain |
| Louisiane            | 5e district     | Julia Letlow                 |       | Républicain | Julia Letlow               |       | Républicain |
| Louisiane            | 6e district     | Garret Graves                |       | Républicain | Cleo Fields                |       | Démocrate   |
| Maine                | 1er district    | Chellie Pingree              |       | Démocrate   | Chellie Pingree            |       | Démocrate   |
| Maine                | 2e district     | Jared Golden                 |       | Démocrate   | Jared Golden               |       | Démocrate   |
| Maryland             | 1er district    | Andy Harris                  |       | Républicain | Andy Harris                |       | Républicain |
| Maryland             | 2e district     | Dutch Ruppersberger          |       | Démocrate   | Johnny Olszewski           |       | Démocrate   |
| Maryland             | 3e district     | John Sarbanes                |       | Démocrate   | Sarah K. Elfreth           |       | Démocrate   |
| Maryland             | 4e district     | Glenn Ivey                   |       | Démocrate   | Glenn Ivey                 |       | Démocrate   |
| Maryland             | 5e district     | Steny Hoyer                  |       | Démocrate   | Steny Hoyer                |       | Démocrate   |
| Maryland             | 6e district     | David Trone                  |       | Démocrate   | April McClain-Delaney      |       | Démocrate   |
| Maryland             | 7e district     | Kweisi Mfume                 |       | Démocrate   | Kweisi Mfume               |       | Démocrate   |
| Maryland             | 8e district     | Jamie Raskin                 |       | Démocrate   | Jamie Raskin               |       | Démocrate   |
| Massachusetts        | 1er district    | Richard Neal                 |       | Démocrate   | Richard Neal               |       | Démocrate   |
| Massachusetts        | 2e district     | Jim McGovern                 |       | Démocrate   | Jim McGovern               |       | Démocrate   |
| Massachusetts        | 3e district     | Lori Trahan                  |       | Démocrate   | Lori Trahan                |       | Démocrate   |
| Massachusetts        | 4e district     | Jake Auchincloss             |       | Démocrate   | Jake Auchincloss           |       | Démocrate   |
| Massachusetts        | 5e district     | Katherine Clark              |       | Démocrate   | Katherine Clark            |       | Démocrate   |
| Massachusetts        | 6e district     | Seth Moulton                 |       | Démocrate   | Seth Moulton               |       | Démocrate   |
| Massachusetts        | 7e district     | Ayanna Pressley              |       | Démocrate   | Ayanna Pressley            |       | Démocrate   |
| Massachusetts        | 8e district     | Stephen Lynch                |       | Démocrate   | Stephen Lynch              |       | Démocrate   |
| Massachusetts        | 9e district     | Bill Keating                 |       | Démocrate   | Bill Keating               |       | Démocrate   |
| Michigan             | 1er district    | Jack Bergman                 |       | Républicain | Jack Bergman               |       | Républicain |
| Michigan             | 2e district     | John Moolenaar               |       | Républicain | John Moolenaar             |       | Républicain |
| Michigan             | 3e district     | Hillary Scholten             |       | Démocrate   | Hillary Scholten           |       | Démocrate   |
| Michigan             | 4e district     | Bill Huizenga                |       | Républicain | Bill Huizenga              |       | Républicain |
| Michigan             | 5e district     | Tim Walberg                  |       | Républicain | Tim Walberg                |       | Républicain |
| Michigan             | 6e district     | Debbie Dingell               |       | Démocrate   | Debbie Dingell             |       | Démocrate   |
| Michigan             | 7e district     | Elissa Slotkin               |       | Démocrate   | Tom Barrett                |       | Républicain |
| Michigan             | 8e district     | Dan Kildee                   |       | Démocrate   | Kristen McDonald Rivet     |       | Démocrate   |
| Michigan             | 9e district     | Lisa McClain                 |       | Républicain | Lisa McClain               |       | Républicain |
| Michigan             | 10e district    | John James                   |       | Républicain | John James                 |       | Républicain |
| Michigan             | 11e district    | Haley Stevens                |       | Démocrate   | Haley Stevens              |       | Démocrate   |
| Michigan             | 12e district    | Rashida Tlaib                |       | Démocrate   | Rashida Tlaib              |       | Démocrate   |
| Michigan             | 13e district    | Shri Thanedar                |       | Démocrate   | Shri Thanedar              |       | Démocrate   |
| Minnesota            | 1er district    | Brad Finstad                 |       | Républicain | Brad Finstad               |       | Républicain |
| Minnesota            | 2e district     | Angie Craig                  |       | Démocrate   | Angie Craig                |       | Démocrate   |
| Minnesota            | 3e district     | Dean Phillips                |       | Démocrate   | Kelly Morrison             |       | Démocrate   |
| Minnesota            | 4e district     | Betty McCollum               |       | Démocrate   | Betty McCollum             |       | Démocrate   |
| Minnesota            | 5e district     | Ilhan Omar                   |       | Démocrate   | Ilhan Omar                 |       | Démocrate   |
| Minnesota            | 6e district     | Tom Emmer                    |       | Républicain | Tom Emmer                  |       | Républicain |
| Minnesota            | 7e district     | Michelle Fischbach           |       | Républicain | Michelle Fischbach         |       | Républicain |
| Minnesota            | 8e district     | Pete Stauber                 |       | Républicain | Pete Stauber               |       | Républicain |
| Mississippi          | 1er district    | Trent Kelly                  |       | Républicain | Trent Kelly                |       | Républicain |
| Mississippi          | 2e district     | Bennie Thompson              |       | Démocrate   | Bennie Thompson            |       | Démocrate   |
| Mississippi          | 3e district     | Michael Guest                |       | Républicain | Michael Guest              |       | Républicain |
| Mississippi          | 4e district     | Mike Ezell                   |       | Républicain | Mike Ezell                 |       | Républicain |
| Missouri             | 1er district    | Cori Bush                    |       | Démocrate   | Wesley Bell                |       | Démocrate   |
| Missouri             | 2e district     | Ann Wagner                   |       | Républicain | Ann Wagner                 |       | Républicain |
| Missouri             | 3e district     | Blaine Luetkemeyer           |       | Républicain | Bob Onder                  |       | Républicain |
| Missouri             | 4e district     | Mark Alford                  |       | Républicain | Mark Alford                |       | Républicain |
| Missouri             | 5e district     | Emanuel Cleaver              |       | Démocrate   | Emanuel Cleaver            |       | Démocrate   |
| Missouri             | 6e district     | Sam Graves                   |       | Républicain | Sam Graves                 |       | Républicain |
| Missouri             | 7e district     | Eric Burlison                |       | Républicain | Eric Burlison              |       | Républicain |
| Missouri             | 8e district     | Jason Smith                  |       | Républicain | Jason Smith                |       | Républicain |
| Montana              | 1er district    | Ryan Zinke                   |       | Républicain | Ryan Zinke                 |       | Républicain |
| Montana              | 2e district     | Matt Rosendale               |       | Républicain | Troy Downing               |       | Républicain |
| Nebraska             | 1er district    | Mike Flood                   |       | Républicain | Mike Flood                 |       | Républicain |
| Nebraska             | 2e district     | Don Bacon                    |       | Républicain | Don Bacon                  |       | Républicain |
| Nebraska             | 3e district     | Adrian Smith                 |       | Républicain | Adrian Smith               |       | Républicain |
| Nevada               | 1er district    | Dina Titus                   |       | Démocrate   | Dina Titus                 |       | Démocrate   |
| Nevada               | 2e district     | Mark Amodei                  |       | Républicain | Mark Amodei                |       | Républicain |
| Nevada               | 3e district     | Susie Lee                    |       | Démocrate   | Susie Lee                  |       | Démocrate   |
| Nevada               | 4e district     | Steven Horsford              |       | Démocrate   | Steven Horsford            |       | Démocrate   |
| New Hampshire        | 1er district    | Chris Pappas                 |       | Démocrate   | Chris Pappas               |       | Démocrate   |
| New Hampshire        | 2e district     | Ann McLane Kuster            |       | Démocrate   | Maggie Goodlander          |       | Démocrate   |
| New Jersey           | 1er district    | Donald Norcross              |       | Démocrate   | Donald Norcross            |       | Démocrate   |
| New Jersey           | 2e district     | Jeff Van Drew                |       | Républicain | Jeff Van Drew              |       | Républicain |
| New Jersey           | 3e district     | Andy Kim                     |       | Démocrate   | Herb Conaway               |       | Démocrate   |
| New Jersey           | 4e district     | Chris Smith                  |       | Républicain | Chris Smith                |       | Républicain |
| New Jersey           | 5e district     | Josh Gottheimer              |       | Démocrate   | Josh Gottheimer            |       | Démocrate   |
| New Jersey           | 6e district     | Frank Pallone                |       | Démocrate   | Frank Pallone              |       | Démocrate   |
| New Jersey           | 7e district     | Thomas Kean Jr.              |       | Républicain | Thomas Kean Jr.            |       | Républicain |
| New Jersey           | 8e district     | Rob Menendez                 |       | Démocrate   | Rob Menendez               |       | Démocrate   |
| New Jersey           | 9e district     | Bill Pascrell (décédé)       |       | Démocrate   | Nellie Pou                 |       | Démocrate   |
| New Jersey           | 10e district    | LaMonica McIver              |       | Démocrate   | LaMonica McIver            |       | Démocrate   |
| New Jersey           | 11e district    | Mikie Sherrill               |       | Démocrate   | Mikie Sherrill             |       | Démocrate   |
| New Jersey           | 12e district    | Bonnie Watson Coleman        |       | Démocrate   | Bonnie Watson Coleman      |       | Démocrate   |
| New York             | 1er district    | Nick LaLota                  |       | Républicain | Nick LaLota                |       | Républicain |
| New York             | 2e district     | Andrew Garbarino             |       | Républicain | Andrew Garbarino           |       | Républicain |
| New York             | 3e district     | Tom Suozzi                   |       | Démocrate   | Tom Suozzi                 |       | Démocrate   |
| New York             | 4e district     | Anthony D'Esposito           |       | Républicain | Laura Gillen               |       | Démocrate   |
| New York             | 5e district     | Gregory Meeks                |       | Démocrate   | Gregory Meeks              |       | Démocrate   |
| New York             | 6e district     | Grace Meng                   |       | Démocrate   | Grace Meng                 |       | Démocrate   |
| New York             | 7e district     | Nydia Velázquez              |       | Démocrate   | Nydia Velázquez            |       | Démocrate   |
| New York             | 8e district     | Hakeem Jeffries              |       | Démocrate   | Hakeem Jeffries            |       | Démocrate   |
| New York             | 9e district     | Yvette Clarke                |       | Démocrate   | Yvette Clarke              |       | Démocrate   |
| New York             | 10e district    | Dan Goldman                  |       | Démocrate   | Dan Goldman                |       | Démocrate   |
| New York             | 11e district    | Nicole Malliotakis           |       | Républicain | Nicole Malliotakis         |       | Républicain |
| New York             | 12e district    | Jerrold Nadler               |       | Démocrate   | Jerrold Nadler             |       | Démocrate   |
| New York             | 13e district    | Adriano Espaillat            |       | Démocrate   | Adriano Espaillat          |       | Démocrate   |
| New York             | 14e district    | Alexandria Ocasio-Cortez     |       | Démocrate   | Alexandria Ocasio-Cortez   |       | Démocrate   |
| New York             | 15e district    | Ritchie Torres               |       | Démocrate   | Ritchie Torres             |       | Démocrate   |
| New York             | 16e district    | Jamaal Bowman                |       | Démocrate   | George Latimer             |       | Démocrate   |
| New York             | 17e district    | Mike Lawler                  |       | Républicain | Mike Lawler                |       | Républicain |
| New York             | 18e district    | Pat Ryan                     |       | Démocrate   | Pat Ryan                   |       | Démocrate   |
| New York             | 19e district    | Marc Molinaro                |       | Républicain | Josh Riley                 |       | Démocrate   |
| New York             | 20e district    | Paul Tonko                   |       | Démocrate   | Paul Tonko                 |       | Démocrate   |
| New York             | 21e district    | Elise Stefanik               |       | Républicain | Elise Stefanik             |       | Républicain |
| New York             | 22e district    | Brandon Williams             |       | Républicain | John Mannion               |       | Démocrate   |
| New York             | 23e district    | Nick Langworthy              |       | Républicain | Nick Langworthy            |       | Républicain |
| New York             | 24e district    | Claudia Tenney               |       | Républicain | Claudia Tenney             |       | Républicain |
| New York             | 25e district    | Joseph Morelle               |       | Démocrate   | Joseph Morelle             |       | Démocrate   |
| New York             | 26e district    | Tim Kennedy                  |       | Démocrate   | Tim Kennedy                |       | Démocrate   |
| Nouveau-Mexique      | 1er district    | Melanie Stansbury            |       | Démocrate   | Melanie Stansbury          |       | Démocrate   |
| Nouveau-Mexique      | 2e district     | Gabe Vasquez                 |       | Démocrate   | Gabe Vasquez               |       | Démocrate   |
| Nouveau-Mexique      | 3e district     | Teresa Leger Fernandez       |       | Démocrate   | Teresa Leger Fernandez     |       | Démocrate   |
| Ohio                 | 1er district    | Greg Landsman                |       | Démocrate   | Greg Landsman              |       | Démocrate   |
| Ohio                 | 2e district     | Brad Wenstrup                |       | Républicain | David Taylor               |       | Républicain |
| Ohio                 | 3e district     | Joyce Beatty                 |       | Démocrate   | Joyce Beatty               |       | Démocrate   |
| Ohio                 | 4e district     | Jim Jordan                   |       | Républicain | Jim Jordan                 |       | Républicain |
| Ohio                 | 5e district     | Bob Latta                    |       | Républicain | Bob Latta                  |       | Républicain |
| Ohio                 | 6e district     | Michael Rulli                |       | Républicain | Michael Rulli              |       | Républicain |
| Ohio                 | 7e district     | Max Miller                   |       | Républicain | Max Miller                 |       | Républicain |
| Ohio                 | 8e district     | Warren Davidson              |       | Républicain | Warren Davidson            |       | Républicain |
| Ohio                 | 9e district     | Marcy Kaptur                 |       | Démocrate   | Marcy Kaptur               |       | Démocrate   |
| Ohio                 | 10e district    | Mike Turner                  |       | Républicain | Mike Turner                |       | Républicain |
| Ohio                 | 11e district    | Shontel Brown                |       | Démocrate   | Shontel Brown              |       | Démocrate   |
| Ohio                 | 12e district    | Troy Balderson               |       | Républicain | Troy Balderson             |       | Républicain |
| Ohio                 | 13e district    | Emilia Sykes                 |       | Démocrate   | Emilia Sykes               |       | Démocrate   |
| Ohio                 | 14e district    | David Joyce                  |       | Républicain | David Joyce                |       | Républicain |
| Ohio                 | 15e district    | Mike Carey                   |       | Républicain | Mike Carey                 |       | Républicain |
| Oklahoma             | 1er district    | Kevin Hern                   |       | Républicain | Kevin Hern                 |       | Républicain |
| Oklahoma             | 2e district     | Josh Brecheen                |       | Républicain | Josh Brecheen              |       | Républicain |
| Oklahoma             | 3e district     | Frank Lucas                  |       | Républicain | Frank Lucas                |       | Républicain |
| Oklahoma             | 4e district     | Tom Cole                     |       | Républicain | Tom Cole                   |       | Républicain |
| Oklahoma             | 5e district     | Stephanie Bice               |       | Républicain | Stephanie Bice             |       | Républicain |
| Oregon               | 1er district    | Suzanne Bonamici             |       | Démocrate   | Suzanne Bonamici           |       | Démocrate   |
| Oregon               | 2e district     | Cliff Bentz                  |       | Républicain | Cliff Bentz                |       | Républicain |
| Oregon               | 3e district     | Earl Blumenauer              |       | Démocrate   | Maxine Dexter              |       | Démocrate   |
| Oregon               | 4e district     | Val Hoyle                    |       | Démocrate   | Val Hoyle                  |       | Démocrate   |
| Oregon               | 5e district     | Lori Chavez-DeRemer          |       | Républicain | Janelle Bynum              |       | Démocrate   |
| Oregon               | 6e district     | Andrea Salinas               |       | Démocrate   | Andrea Salinas             |       | Démocrate   |
| Pennsylvanie         | 1er district    | Brian Fitzpatrick            |       | Républicain | Brian Fitzpatrick          |       | Républicain |
| Pennsylvanie         | 2e district     | Brendan Boyle                |       | Démocrate   | Brendan Boyle              |       | Démocrate   |
| Pennsylvanie         | 3e district     | Dwight Evans                 |       | Démocrate   | Dwight Evans               |       | Démocrate   |
| Pennsylvanie         | 4e district     | Madeleine Dean               |       | Démocrate   | Madeleine Dean             |       | Démocrate   |
| Pennsylvanie         | 5e district     | Mary Scanlon                 |       | Démocrate   | Mary Scanlon               |       | Démocrate   |
| Pennsylvanie         | 6e district     | Chrissy Houlahan             |       | Démocrate   | Chrissy Houlahan           |       | Démocrate   |
| Pennsylvanie         | 7e district     | Susan Wild                   |       | Démocrate   | Ryan Mackenzie             |       | Républicain |
| Pennsylvanie         | 8e district     | Matt Cartwright              |       | Démocrate   | Rob Bresnahan              |       | Républicain |
| Pennsylvanie         | 9e district     | Dan Meuser                   |       | Républicain | Dan Meuser                 |       | Républicain |
| Pennsylvanie         | 10e district    | Scott Perry                  |       | Républicain | Scott Perry                |       | Républicain |
| Pennsylvanie         | 11e district    | Lloyd Smucker                |       | Républicain | Lloyd Smucker              |       | Républicain |
| Pennsylvanie         | 12e district    | Summer Lee                   |       | Démocrate   | Summer Lee                 |       | Démocrate   |
| Pennsylvanie         | 13e district    | John Joyce                   |       | Républicain | John Joyce                 |       | Républicain |
| Pennsylvanie         | 14e district    | Guy Reschenthaler            |       | Républicain | Guy Reschenthaler          |       | Républicain |
| Pennsylvanie         | 15e district    | Glenn Thompson               |       | Républicain | Glenn Thompson             |       | Républicain |
| Pennsylvanie         | 16e district    | Mike Kelly                   |       | Républicain | Mike Kelly                 |       | Républicain |
| Pennsylvanie         | 17e district    | Chris Deluzio                |       | Démocrate   | Chris Deluzio              |       | Démocrate   |
| Rhode Island         | 1er district    | Gabe Amo                     |       | Démocrate   | Gabe Amo                   |       | Démocrate   |
| Rhode Island         | 2e district     | Seth Magaziner               |       | Démocrate   | Seth Magaziner             |       | Démocrate   |
| Tennessee            | 1er district    | Diana Harshbarger            |       | Républicain | Diana Harshbarger          |       | Républicain |
| Tennessee            | 2e district     | Tim Burchett                 |       | Républicain | Tim Burchett               |       | Républicain |
| Tennessee            | 3e district     | Chuck Fleischmann            |       | Républicain | Chuck Fleischmann          |       | Républicain |
| Tennessee            | 4e district     | Scott DesJarlais             |       | Républicain | Scott DesJarlais           |       | Républicain |
| Tennessee            | 5e district     | Andy Ogles                   |       | Républicain | Andy Ogles                 |       | Républicain |
| Tennessee            | 6e district     | John Rose                    |       | Républicain | John Rose                  |       | Républicain |
| Tennessee            | 7e district     | Mark Green                   |       | Républicain | Mark Green                 |       | Républicain |
| Tennessee            | 8e district     | David Kustoff                |       | Républicain | David Kustoff              |       | Républicain |
| Tennessee            | 9e district     | Steve Cohen                  |       | Démocrate   | Steve Cohen                |       | Démocrate   |
| Texas                | 1er district    | Nathaniel Moran              |       | Républicain | Nathaniel Moran            |       | Républicain |
| Texas                | 2e district     | Dan Crenshaw                 |       | Républicain | Dan Crenshaw               |       | Républicain |
| Texas                | 3e district     | Keith Self                   |       | Républicain | Keith Self                 |       | Républicain |
| Texas                | 4e district     | Pat Fallon                   |       | Républicain | Pat Fallon                 |       | Républicain |
| Texas                | 5e district     | Lance Gooden                 |       | Républicain | Lance Gooden               |       | Républicain |
| Texas                | 6e district     | Jake Ellzey                  |       | Républicain | Jake Ellzey                |       | Républicain |
| Texas                | 7e district     | Lizzie Fletcher              |       | Démocrate   | Lizzie Fletcher            |       | Démocrate   |
| Texas                | 8e district     | Morgan Luttrell              |       | Républicain | Morgan Luttrell            |       | Républicain |
| Texas                | 9e district     | Al Green                     |       | Démocrate   | Al Green                   |       | Démocrate   |
| Texas                | 10e district    | Michael McCaul               |       | Républicain | Michael McCaul             |       | Républicain |
| Texas                | 11e district    | August Pfluger               |       | Républicain | August Pfluger             |       | Républicain |
| Texas                | 12e district    | Kay Granger                  |       | Républicain | Craig Goldman              |       | Républicain |
| Texas                | 13e district    | Ronny Jackson                |       | Républicain | Ronny Jackson              |       | Républicain |
| Texas                | 14e district    | Randy Weber                  |       | Républicain | Randy Weber                |       | Républicain |
| Texas                | 15e district    | Monica De La Cruz            |       | Républicain | Monica De La Cruz          |       | Républicain |
| Texas                | 16e district    | Veronica Escobar             |       | Démocrate   | Veronica Escobar           |       | Démocrate   |
| Texas                | 17e district    | Pete Sessions                |       | Républicain | Pete Sessions              |       | Républicain |
| Texas                | 18e district    | Sheila Jackson Lee (décédée) |       | Démocrate   | Sylvester Turner           |       | Démocrate   |
| Texas                | 19e district    | Jodey Arrington              |       | Républicain | Jodey Arrington            |       | Républicain |
| Texas                | 20e district    | Joaquín Castro               |       | Démocrate   | Joaquín Castro             |       | Démocrate   |
| Texas                | 21e district    | Chip Roy                     |       | Républicain | Chip Roy                   |       | Républicain |
| Texas                | 22e district    | Troy Nehls                   |       | Républicain | Troy Nehls                 |       | Républicain |
| Texas                | 23e district    | Tony Gonzales                |       | Républicain | Tony Gonzales              |       | Républicain |
| Texas                | 24e district    | Beth Van Duyne               |       | Républicain | Beth Van Duyne             |       | Républicain |
| Texas                | 25e district    | Roger Williams               |       | Républicain | Roger Williams             |       | Républicain |
| Texas                | 26e district    | Michael Burgess              |       | Républicain | Brandon Gill               |       | Républicain |
| Texas                | 27e district    | Michael Cloud                |       | Républicain | Michael Cloud              |       | Républicain |
| Texas                | 28e district    | Henry Cuellar                |       | Démocrate   | Henry Cuellar              |       | Démocrate   |
| Texas                | 29e district    | Sylvia Garcia                |       | Démocrate   | Sylvia Garcia              |       | Démocrate   |
| Texas                | 30e district    | Jasmine Crockett             |       | Démocrate   | Jasmine Crockett           |       | Démocrate   |
| Texas                | 31e district    | John Carter                  |       | Républicain | John Carter                |       | Républicain |
| Texas                | 32e district    | Colin Allred                 |       | Démocrate   | Julie Johnson              |       | Démocrate   |
| Texas                | 33e district    | Marc Veasey                  |       | Démocrate   | Marc Veasey                |       | Démocrate   |
| Texas                | 34e district    | Vicente Gonzalez             |       | Démocrate   | Vicente Gonzalez           |       | Démocrate   |
| Texas                | 35e district    | Greg Casar                   |       | Démocrate   | Greg Casar                 |       | Démocrate   |
| Texas                | 36e district    | Brian Babin                  |       | Républicain | Brian Babin                |       | Républicain |
| Texas                | 37e district    | Lloyd Doggett                |       | Démocrate   | Lloyd Doggett              |       | Démocrate   |
| Texas                | 38e district    | Wesley Hunt                  |       | Républicain | Wesley Hunt                |       | Républicain |
| Utah                 | 1er district    | Blake Moore                  |       | Républicain | Blake Moore                |       | Républicain |
| Utah                 | 2e district     | Celeste Maloy                |       | Républicain | Celeste Maloy              |       | Républicain |
| Utah                 | 3e district     | John Curtis                  |       | Républicain | Mike Kennedy               |       | Républicain |
| Utah                 | 4e district     | Burgess Owens                |       | Républicain | Burgess Owens              |       | Républicain |
| Vermont              | District unique | Becca Balint                 |       | Démocrate   | Becca Balint               |       | Démocrate   |
| Virginie             | 1er district    | Rob Wittman                  |       | Républicain | Rob Wittman                |       | Républicain |
| Virginie             | 2e district     | Jen Kiggans                  |       | Républicain | Jen Kiggans                |       | Républicain |
| Virginie             | 3e district     | Bobby Scott                  |       | Démocrate   | Bobby Scott                |       | Démocrate   |
| Virginie             | 4e district     | Jennifer McClellan           |       | Démocrate   | Jennifer McClellan         |       | Démocrate   |
| Virginie             | 5e district     | Bob Good                     |       | Républicain | John McGuire               |       | Républicain |
| Virginie             | 6e district     | Ben Cline                    |       | Républicain | Ben Cline                  |       | Républicain |
| Virginie             | 7e district     | Abigail Spanberger           |       | Démocrate   | Eugene Vindman             |       | Démocrate   |
| Virginie             | 8e district     | Don Beyer                    |       | Démocrate   | Don Beyer                  |       | Démocrate   |
| Virginie             | 9e district     | Morgan Griffith              |       | Républicain | Morgan Griffith            |       | Républicain |
| Virginie             | 10e district    | Jennifer Wexton              |       | Démocrate   | Suhas Subramanyam          |       | Démocrate   |
| Virginie             | 11e district    | Gerry Connolly               |       | Démocrate   | Gerry Connolly             |       | Démocrate   |
| Virginie-Occidentale | 1er district    | Carol Miller                 |       | Républicain | Carol Miller               |       | Républicain |
| Virginie-Occidentale | 2e district     | Alex Mooney                  |       | Républicain | Riley Moore                |       | Républicain |
| Washington           | 1er district    | Suzan DelBene                |       | Démocrate   | Suzan DelBene              |       | Démocrate   |
| Washington           | 2e district     | Rick Larsen                  |       | Démocrate   | Rick Larsen                |       | Démocrate   |
| Washington           | 3e district     | Marie Gluesenkamp Perez      |       | Démocrate   | Marie Gluesenkamp Perez    |       | Démocrate   |
| Washington           | 4e district     | Dan Newhouse                 |       | Républicain | Dan Newhouse               |       | Républicain |
| Washington           | 5e district     | Cathy McMorris Rodgers       |       | Républicain | Michael Baumgartner        |       | Républicain |
| Washington           | 6e district     | Derek Kilmer                 |       | Démocrate   | Emily Randall              |       | Démocrate   |
| Washington           | 7e district     | Pramila Jayapal              |       | Démocrate   | Pramila Jayapal            |       | Démocrate   |
| Washington           | 8e district     | Kim Schrier                  |       | Démocrate   | Kim Schrier                |       | Démocrate   |
| Washington           | 9e district     | Adam Smith                   |       | Démocrate   | Adam Smith                 |       | Démocrate   |
| Washington           | 10e district    | Marilyn Strickland           |       | Démocrate   | Marilyn Strickland         |       | Démocrate   |
| Wisconsin            | 1er district    | Bryan Steil                  |       | Républicain | Bryan Steil                |       | Républicain |
| Wisconsin            | 2e district     | Mark Pocan                   |       | Démocrate   | Mark Pocan                 |       | Démocrate   |
| Wisconsin            | 3e district     | Derrick Van Orden            |       | Républicain | Derrick Van Orden          |       | Républicain |
| Wisconsin            | 4e district     | Gwen Moore                   |       | Démocrate   | Gwen Moore                 |       | Démocrate   |
| Wisconsin            | 5e district     | Scott Fitzgerald             |       | Républicain | Scott Fitzgerald           |       | Républicain |
| Wisconsin            | 6e district     | Glenn Grothman               |       | Républicain | Glenn Grothman             |       | Républicain |
| Wisconsin            | 7e district     | Tom Tiffany                  |       | Républicain | Tom Tiffany                |       | Républicain |
| Wisconsin            | 8e district     | Mike Gallagher               |       | Républicain | Tony Wied                  |       | Républicain |
| Wyoming              | District unique | Harriet Hageman              |       | Républicain | Harriet Hageman            |       | Républicain |

### Par territoire
| Territoire ou District fédéral | District congressionnel | Délégué sortant         | Parti | Parti                      | Délégué élu             | Parti | Parti                     |
| ------------------------------ | ----------------------- | ----------------------- | ----- | -------------------------- | ----------------------- | ----- | ------------------------- |
| Guam                           | District unique         | James Moylan            |       | Républicain                | James Moylan            |       | Républicain               |
| Îles Mariannes du Nord         | District unique         | Gregorio Sablan         |       | Démocrate                  | Kimberlyn King-Hinds    |       | Républicain               |
| Samoa américaines              | District unique         | Amata Coleman Radewagen |       | Républicain                | Amata Coleman Radewagen |       | Républicain               |
| Îles Vierges des États-Unis    | District unique         | Stacey Plaskett         |       | Démocrate                  | Stacey Plaskett         |       | Démocrate                 |
|                                |                         |                         |       |                            |                         |       |                           |
| Porto Rico                     | District unique         | Jenniffer González      |       | Nouveau Parti progressiste | Pablo Hernández Rivera  |       | Parti populaire démocrate |
|                                |                         |                         |       |                            |                         |       |                           |
| Washington D.C.                | District unique         | Eleanor Holmes Norton   |       | Démocrate                  | Eleanor Holmes Norton   |       | Démocrate                 |

## Analyse
Comme en 2022, les élections s'avèrent très serrées entre démocrates et républicains. Ces derniers obtiennent la majorité au Sénat et voient leur candidat, Donald Trump, remporter la présidentielle, et ce dès le soir du scrutin, tandis que le contrôle de la chambre reste incertain, pendant plusieurs jours de dépouillement des bulletins de votes,.
Finalement les républicains conservent le contrôle de la chambre mais avec seulement 220 sièges, moins  qu’en 2022 où ils en avaient obtenus 222. L'écart de 5 sièges en résultant à la chambre est le plus faible depuis 1988.